# Philippsburg
Die Stadt Philippsburg, bis 1623 Udenheim, liegt im Norden des Landkreises Karlsruhe in Baden-Württemberg. Überregional bekannt als Standort des Ende 2019 stillgelegten Kernkraftwerks Philippsburg.

## Geografie

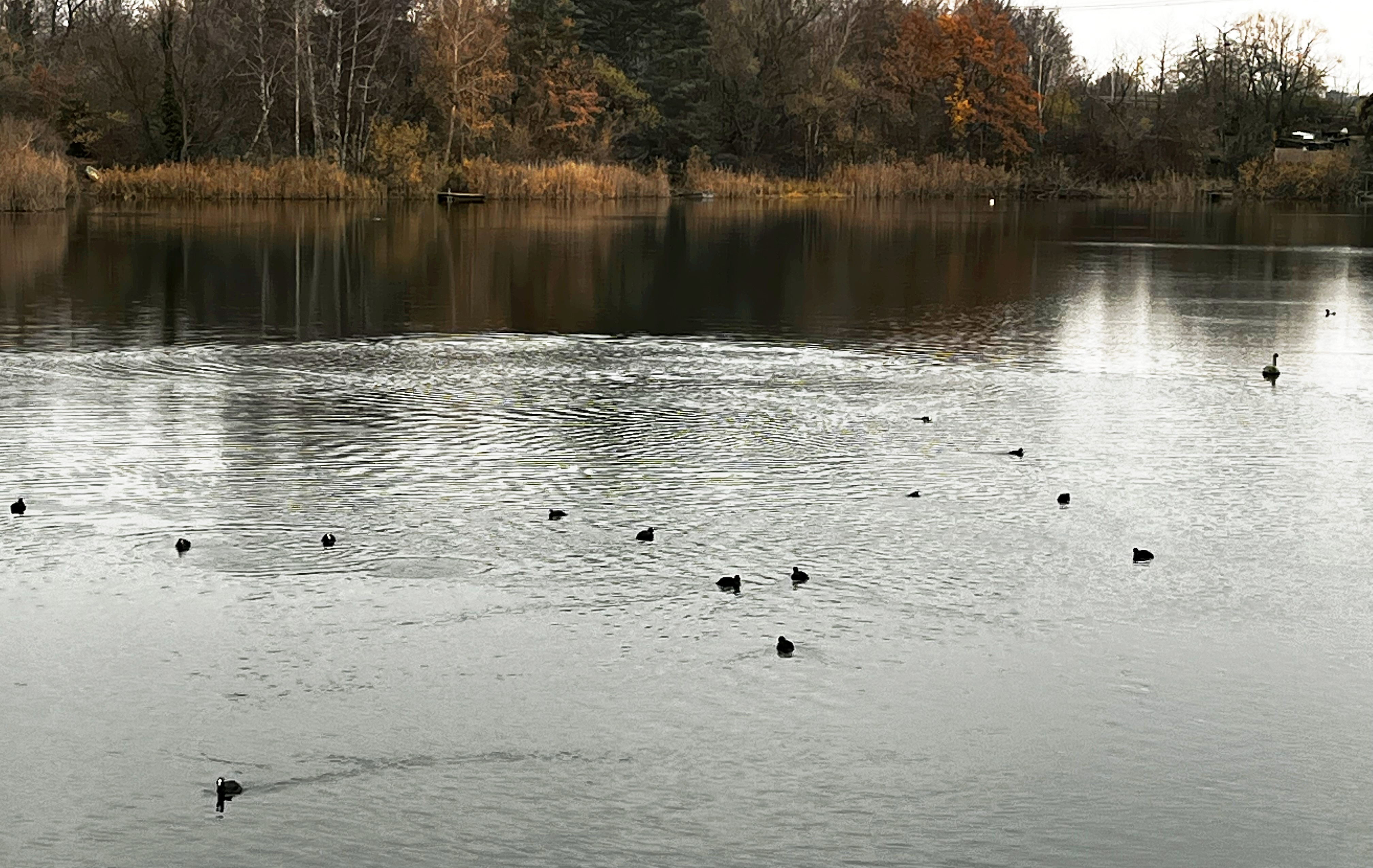
Großer Walther See am Oberfeldweg (Aufn. 2022)

Die unmittelbar am Rhein gelegene Stadt Philippsburg zählt naturräumlich zur Oberrheinischen Tiefebene. Die Stadt befindet sich zwischen Ludwigshafen am Rhein, Mannheim, Heidelberg, Speyer, Germersheim, Bruchsal und Karlsruhe.

### Stadtgliederung
Die Stadt Philippsburg besteht aus den drei Stadtteilen Huttenheim (2704 Einwohner am 31. Dezember 2022), Philippsburg (8185 Einwohner) und Rheinsheim (2999 Einwohner). Die räumlichen Grenzen der Stadtteile sind identisch mit den früheren Gemeinden gleichen Namens, ihre offizielle Benennung erfolgt in der Form „Philippsburg Stadtteil …“. Die Stadtteile bilden zugleich Wohnbezirke im Sinne der baden-württembergischen Gemeindeordnung. In den Stadtteilen Huttenheim und Rheinsheim sind jeweils Ortschaften im Sinne der baden-württembergischen Gemeindeordnung mit jeweils eigenem Ortschaftsrat und Ortsvorsteher als dessen Vorsitzender eingerichtet.
Zum Stadtteil Huttenheim gehören das Dorf Huttenheim und das Haus Insel Elisabethenwörth. Zum Stadtteil Philippsburg gehören die Stadt Philippsburg, die Höfe Mittelhof, Schönborner (Neudorfer) Mühle und Unterhof und die Häuser Am Waldweg, Engelsmühle, Fischkutter, Garnisonsmühle, Rheinwärterhaus und Torflager. Zum Stadtteil Rheinsheim gehört das Dorf Rheinsheim.

Im Stadtteil Philippsburg liegen die Wüstungen Gevenhart und Winden.

### Nachbargemeinden
Philippsburg grenzt an folgende Kommunen (im Uhrzeigersinn, beginnend im Norden): Oberhausen-Rheinhausen, Waghäusel, Bruchsal, Graben-Neudorf, Dettenheim, Germersheim, Lingenfeld und Römerberg.

## Geschichte

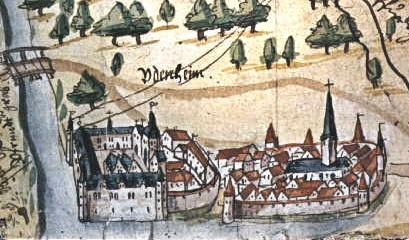
Udenheim-Philippsburg mit Schloss der Bischöfe von Speyer, 1590

### Bis zum 19. Jahrhundert
Der Name der Stadt geht auf die Festung Philippsburg zurück, die 1623 von dem Speyerer Bischof Philipp Christoph von Sötern gegründet worden war. Davor trug die Festung den Namen Udenheim.
Die Ersterwähnung war im Jahr 784 anlässlich einer Schenkung an das Kloster Lorsch als Hiutenheim in einer Urkunde des Lorscher Codex erfolgt. Während der Zeit der Stammesherzogtümer gehörte der Ort zum Herzogtum Franken. 1316 erwarb ihn das Hochstift Speyer. Ludwig der Bayer erhob Udenheim 1338 zur Stadt. Seit 1371 war es Residenz der Speyerer Fürstbischöfe. Die Gründung der Festung erfolgte, weil sich das Hochstift durch die umliegenden protestantischen Gebiete in seiner Macht bedroht fühlte. Im Dreißigjährigen Krieg wechselte die Herrschaft über den Ort, der große Zerstörungen hinnehmen musste, mehrfach. 1644 nahmen französische Truppen die Stadt ein. Im Westfälischen Frieden erhielten die Franzosen das dauerhafte Besatzungsrecht in der Festung. Im Holländischen Krieg gelang Reichstruppen 1676 nach mehrmonatiger Belagerung die Rückeroberung. Aber bereits 1688 belagerten und eroberten die Franzosen unter dem Dauphin und Vauban Philippsburg erneut. Im Frieden von Rijswijk wurde die Stadt dann wieder dem Heiligen Römischen Reich zugesprochen.

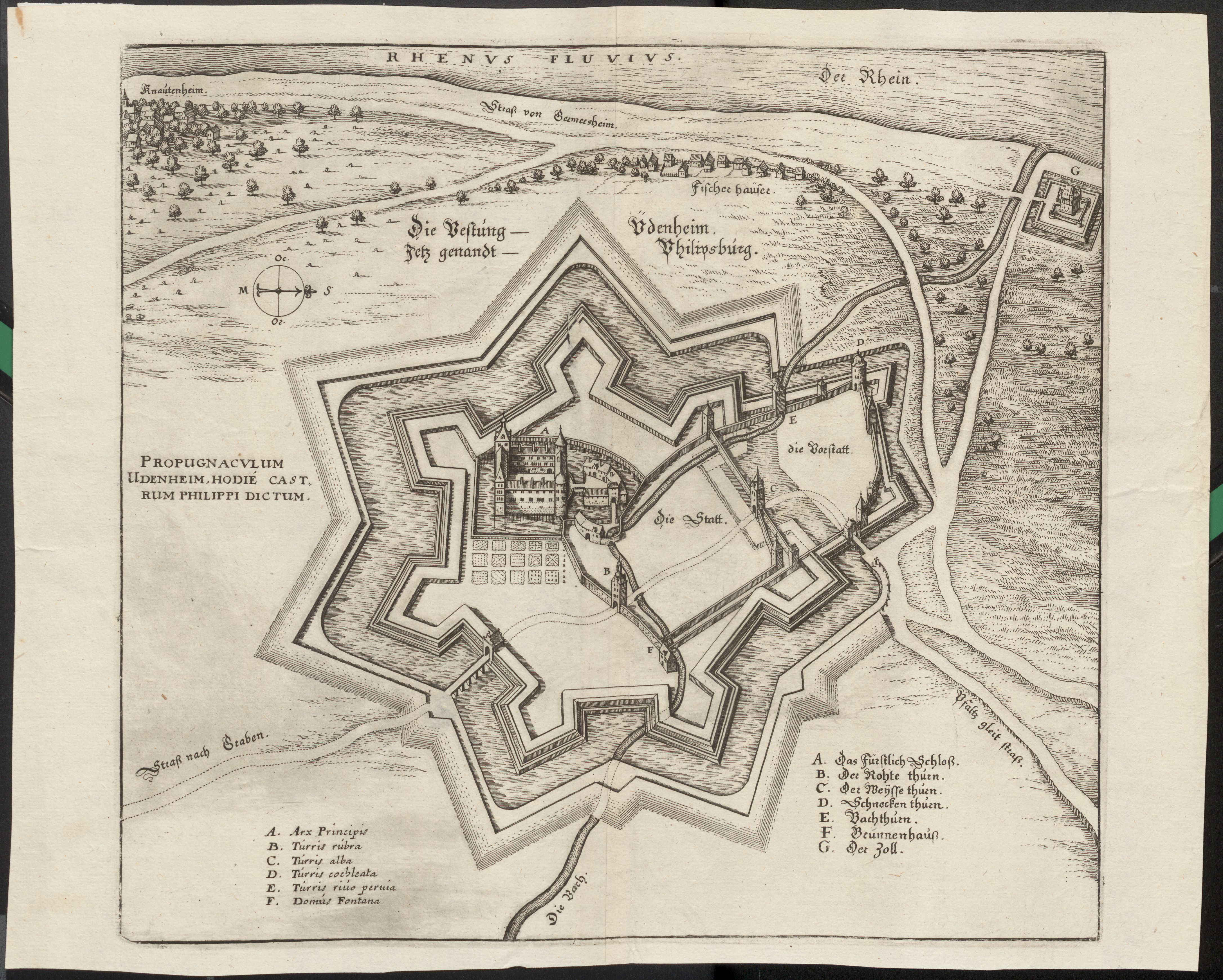
Festung Udenheim 1615
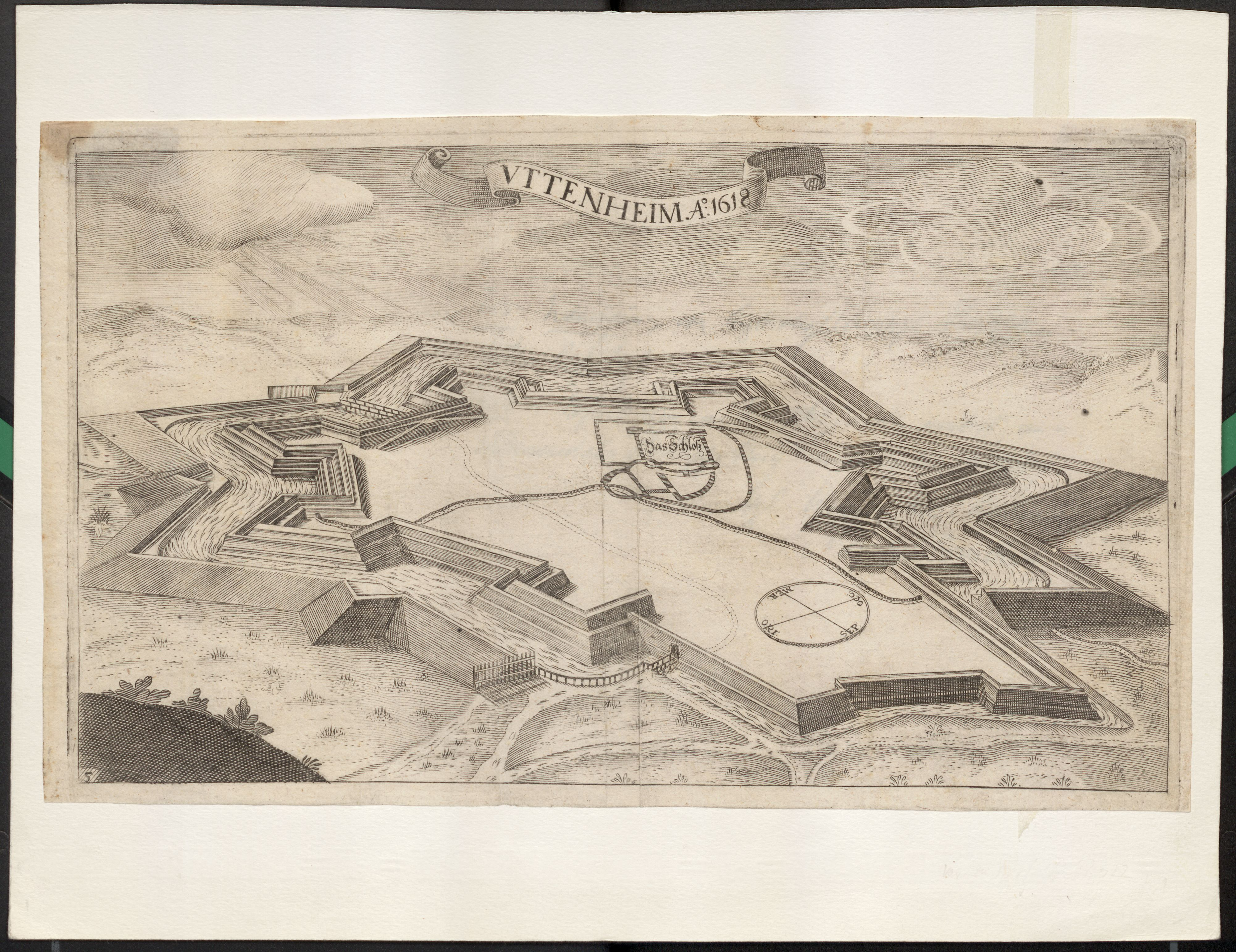
Festung Udenheim 1618
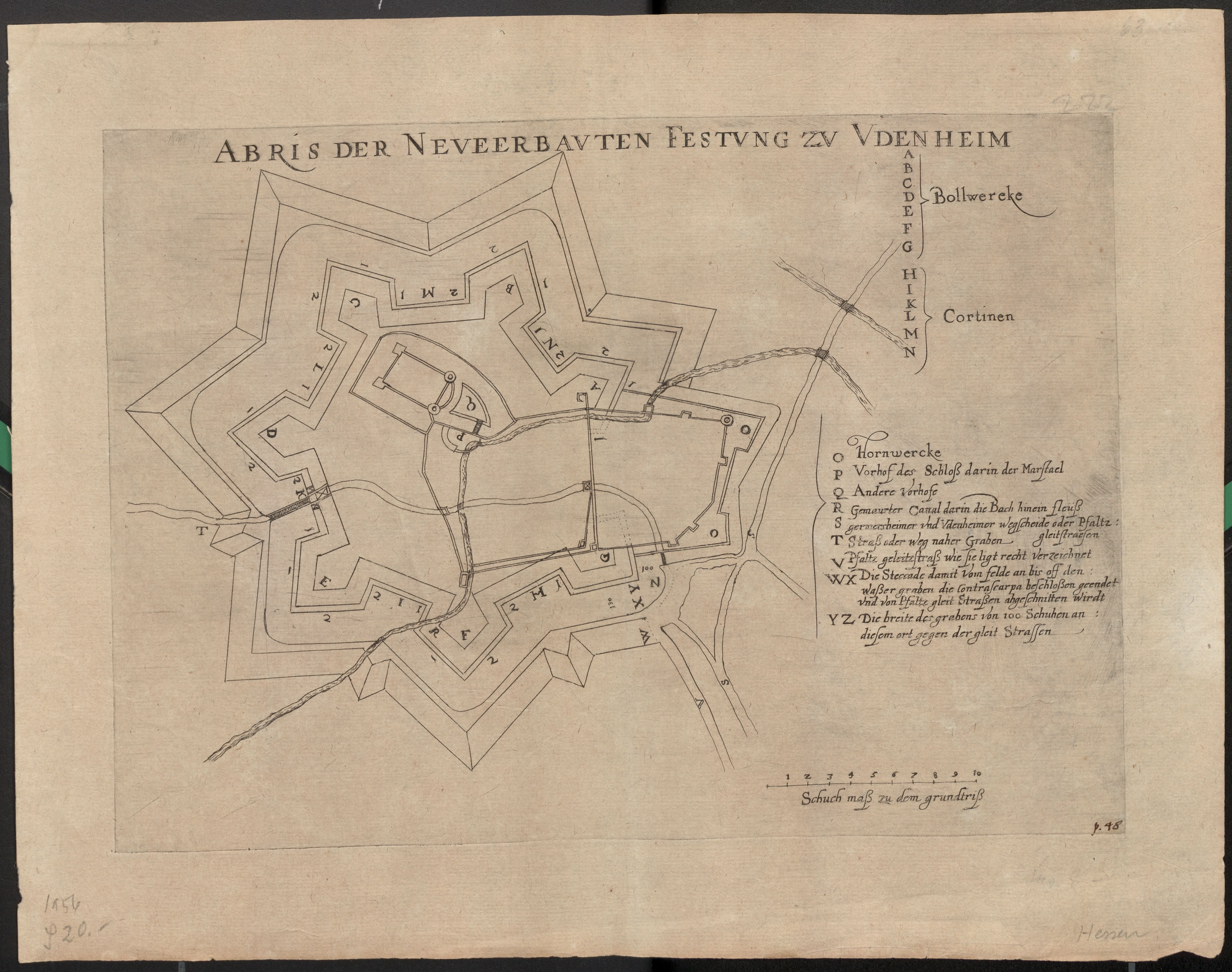
Grundriss der Festung Udenheim 1615
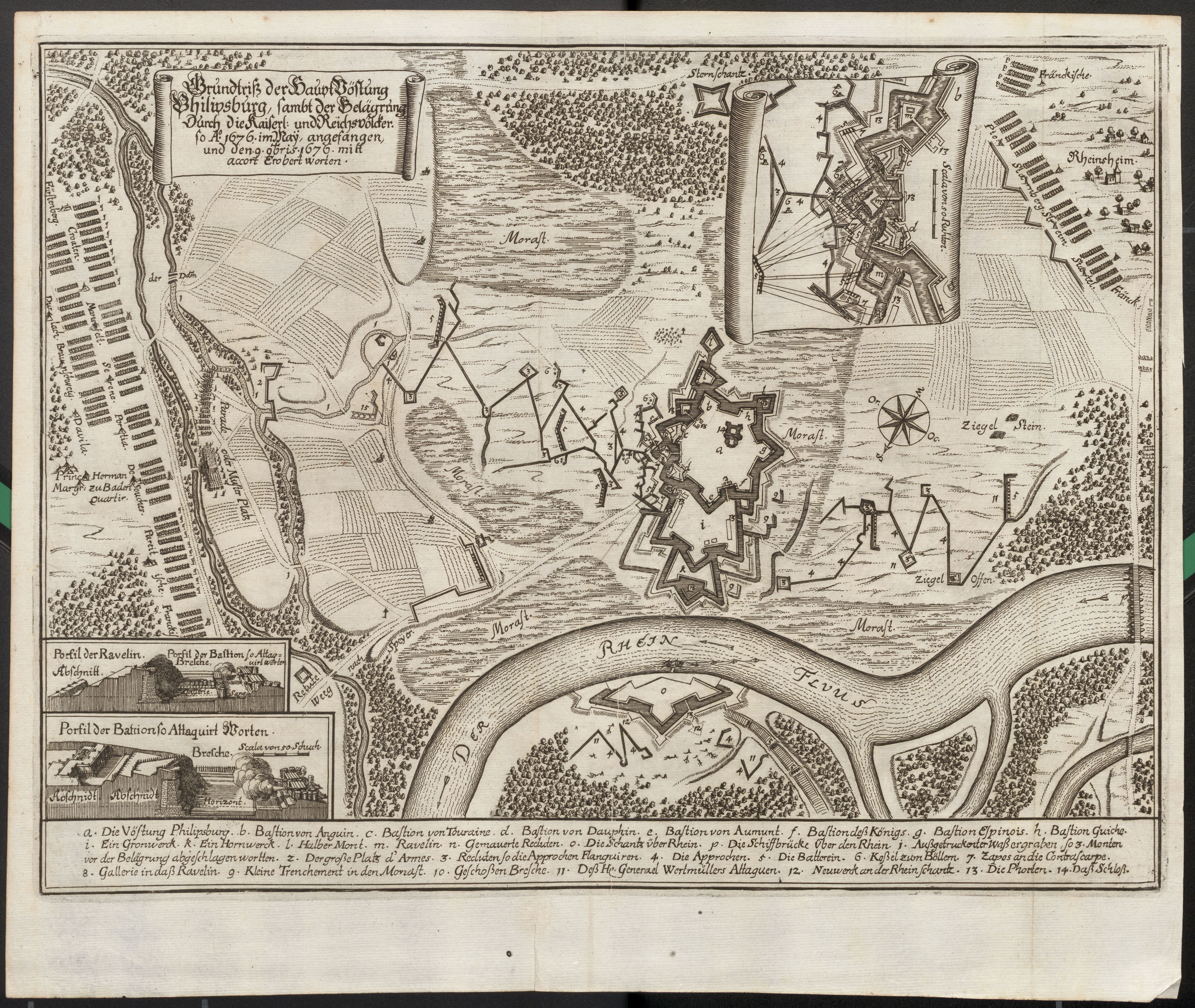
Belagerung der Festung Philippsburg 1675
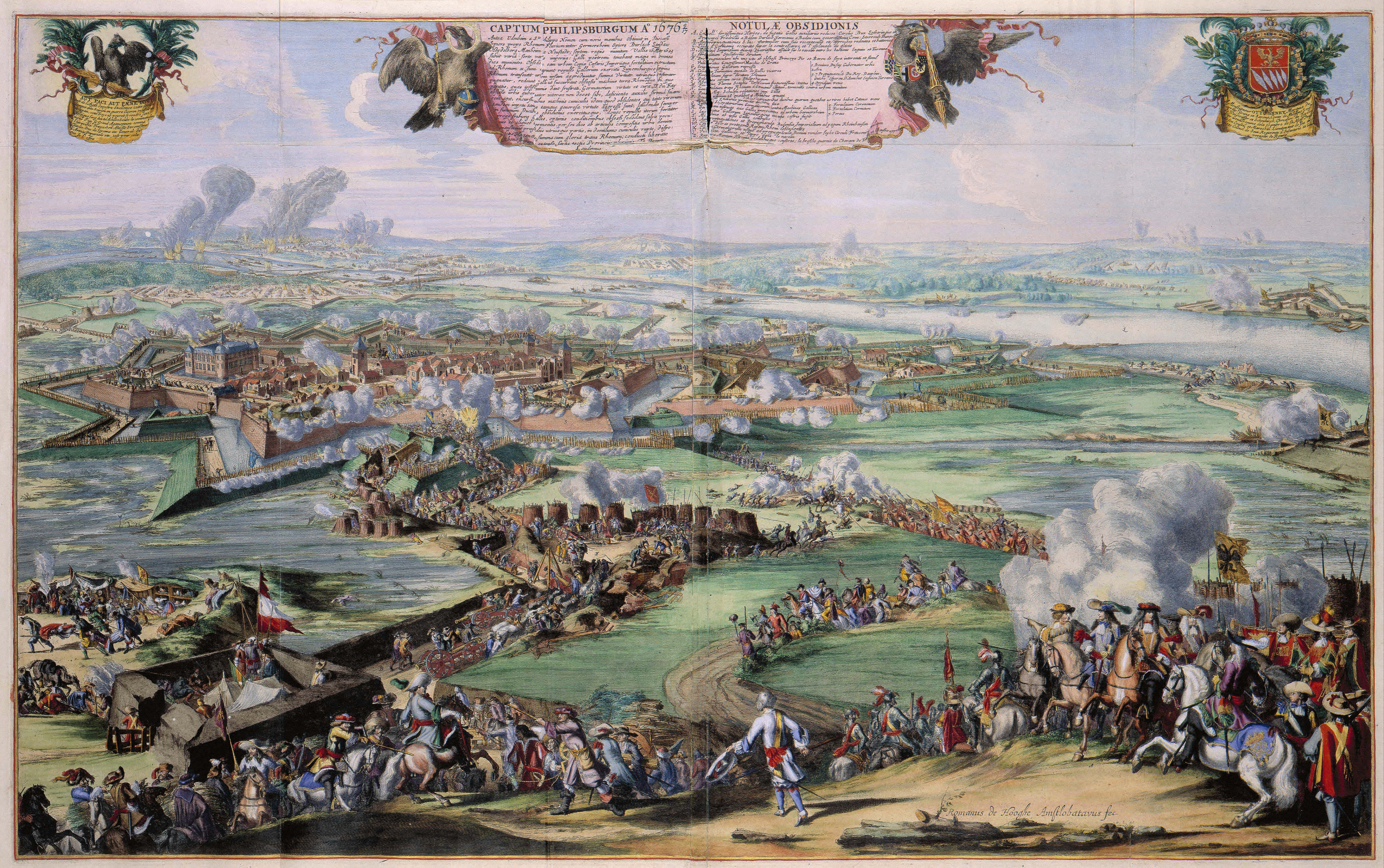
Schlacht um Philippsburg 1676
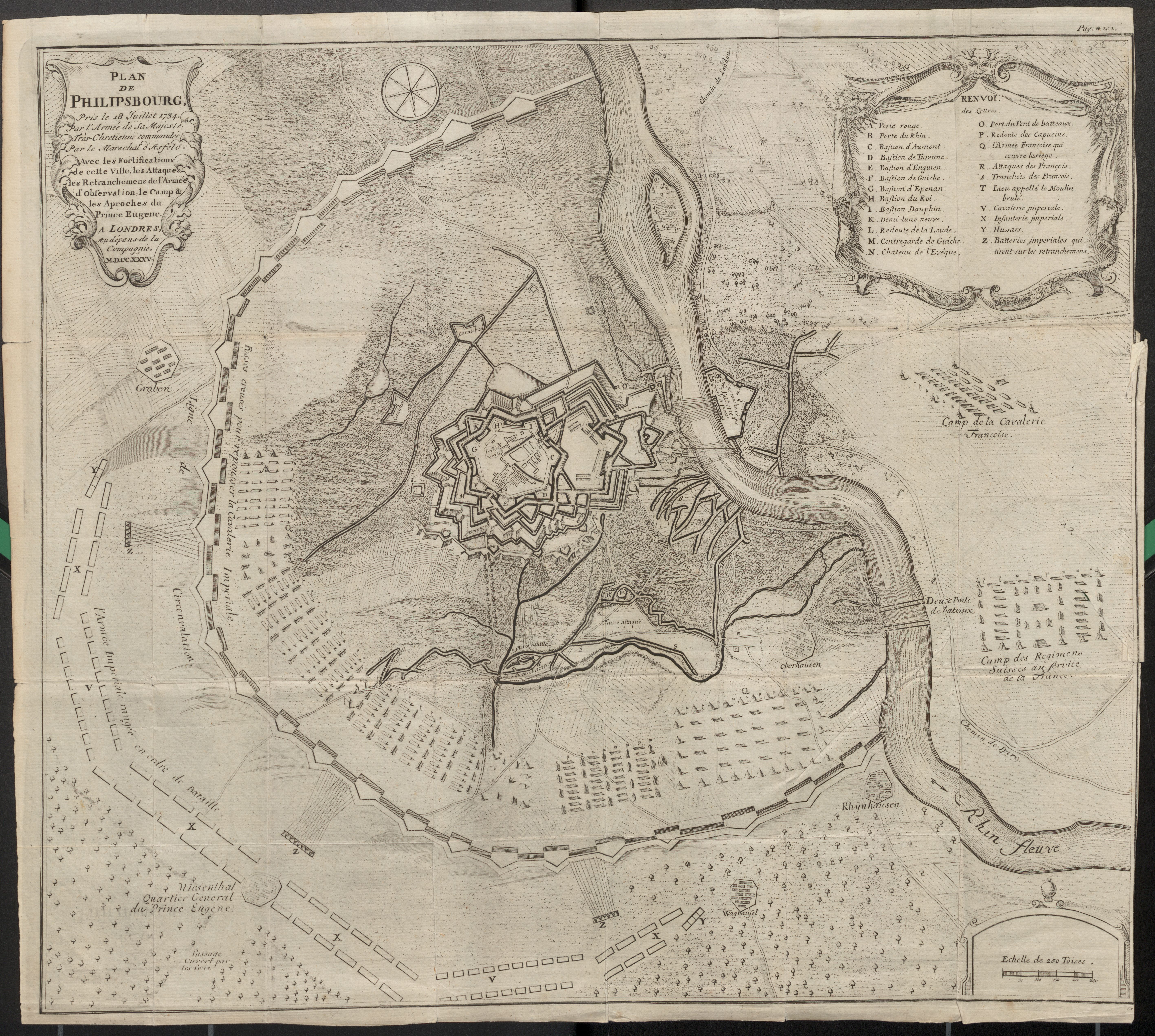
Erneute Belagerung 1734

Im Polnischen Thronfolgekrieg 1734 wurde die Stadt von den Franzosen belagert. Die Verluste französischen Truppen sind nicht bekannt; es gibt Quellen, die von bis zu 30.000 Mann an Gefallenen und Verwundeten sprechen. Die Verluste der Belagerten betrugen 337 Gefallene, 359 Verwundete, 321 Gefangene oder Deserteure.
Um das Jahr 1800 brachten niederländische, im Dienste Napoleon Bonapartes stehende Soldaten Wechselfieber und Ruhr aus Holland nach Philippsburg. Durch die Mediatisierung aufgrund des Reichsdeputationshauptschlusses kam Philippsburg dann 1803 an das Großherzogtum Baden und wurde zunächst Sitz des Amtes Philippsburg, das 1864 im Bezirksamt Bruchsal (ab 1939: Landkreis Bruchsal) aufging.

### 20. Jahrhundert
Beim Novemberpogrom 1938 wurde der Betsaal der Jüdischen Gemeinde von SA-Männern geschändet und angezündet, später zu Wohnzwecken genutzt und 1981 abgerissen. Eine Gedenktafel am Haus Weißetorstraße/Alte Kirchenstraße erinnert an dieses Geschehen. Der jüdische Friedhof der Gemeinde ist als Kulturdenkmal erhalten.
Nahe Philippsburg überschritt die 1. französische Armee am 1. April 1945 den Rhein und stieß weiter in Richtung Stuttgart und Friedrichshafen vor. Seit der Kreisreform 1973 gehört die Stadt zum Landkreis Karlsruhe.
Ab 1963 wurde Philippsburg durch die Stationierung des Raketenartilleriebataillon 122 und weiterer aktiver und nicht aktiver Artillerieverbände zur größten Artilleriegarnison der Bundeswehr (siehe auch Liste ehemaliger Bundeswehr-Liegenschaften). Der Bundeswehrstandort wurde 1997 aufgegeben. Zeitgleich zum Bau der Salm-Kaserne wurden Gymnasium, Hallenbad und Kanalisation erstellt.
Neben der Salm-Kaserne gab es weitere militärische Einrichtungen, wie die Standortmunitionsniederlage 521/1 mit angegliedertem Sondermunitionslager Molzau (NATO) und dem NATO-Tanklager Huttenheim.
Die Standortmunitionsniederlage 521/1 Philippsburg (Lage) umfasste 22 erdüberdeckte Munitionslagerhäuser (ugs. Bunker) und enthielt Munition für das Raketenartilleriebataillon 122. Das 20 Hektar große Depot wurde von 1963 bis 1997 betrieben. Die Munitionslagerhäuser wurden 2013, bis auf drei Stück, abgetragen und das Gelände renaturiert. Von den verbliebenen drei Munitionslagerhäusern wird eines als Nistplatz für Fledermäuse und zwei für den städtischen Bauhof bzw. Forst genutzt.
Direkt östlich an die Standortmunitionsniederlage angeschlossen, befand sich das ehemalige Sondermunitionslager Molzau (NATO) (SAS Molzau; engl.: Special Ammunition Storage) welches aus zwei besonders gesicherten Munitionslagerhäusern bestand (Lage).
Das Lager wurde von 1963 bis 1992, mit der Außerdienststellung des zugehörigen 3rd US Army Field Artillery Detachment, betrieben. In den 1970`er Jahren wurde die Sicherheit des Lagers verstärkt und im Rahmen des sogenannten „Long Range Security Program“ u. a. ein Wachgebäude mit dem markanten Betonwachturm gebaut. Dieser ist noch immer als Mahnmal an den Kalten Krieg erhalten. Im Sonderwaffenlager Molzau lagerten die Atomsprengköpfe für die 12. Panzerdivision (Bundeswehr), welche ausschließlich durch US-Soldaten gehandhabt und bewacht wurden. Im Verteidigungsfall wären die Atomsprengköpfe im Rahmen der nuklearen Teilhabe an die Bundeswehrverbände Raketenartilleriebataillon 122 und Feldartilleriebataillon 121 (Tauberbischofsheim) zum Verschuss übergeben worden.
Gemäß den verwendeten Waffensystemen der genannten Bataillone, wurden nukleare Sprengköpfe für Panzerhaubitzen M109 vom Kaliber 155 mm, Panzerhaubitze M110 vom Kaliber 203 mm und Kurzstreckenrakete Honest-John gelagert. Laut Aussagen des ehemaligen Lagerkommandanten Ken Gilroy waren in den 1980er Jahren sechs nukleare 155 mm Granaten, sechs nukleare 203 mm Granaten und 12 nukleare Sprengköpfe für Hones-John Raketen eingelagert. Somit befand sich eine Sprengkraftequivalent von 540 kt TNT in der Molzau (6 * 0,072 kt (155 mm W48) + 6 * 10 kt (203 mm W33) + 12 * 40 kt (Honest-John W31)), was rund 42 Hiroshima Bomben entspricht. 2013 wurden beide Munitionslagerhäuser, nach Folgenutzung durch Pyrotechnik Unternehmen, abgebrochen und mit Ausnahme des Wachturmes das gesamte Gelände renaturiert. Auf historischen Luftbildern von 1968 lässt sich das Lager in der ersten Ausbaustufe mit der Mehrfachumzäunung und der bewuchsfreien Umrandung deutlich erkennen.
Östlich der ehemaligen Munitionslager befindet sich das NATO-Tanklager Huttenheim (Lage). Dieses wurde von etwa 1962 bis 1995 betrieben und besteht aus 18 (Lidar Daten) oder 19 erdüberdeckten Lagertanks. Die Tanks wurde durch das Central Europe Pipeline System gefüllt und dienten primär den amerikanischen Einheiten im Raum Mannheim zur Versorgung mit Flug- und Bodenkraftstoffen. Etwa im Jahr 2007 wurde die Tankkraftwagen-Verladestellen entfernt, aber der Rest des Tanklagers wurde baulich nicht verändert. Die durch das Lager verlaufende CEPS ist, Stand 2024, noch in Betrieb. Auf historischen Luftbildern von 1968 lässt sich das Tanklager und einige der Tanks sehr gut erkennen. Seit ca. 2023 gibt es Bestrebungen das Gelände für eine Tiefengeothermiebohrung zu nutzen.

### Religionen

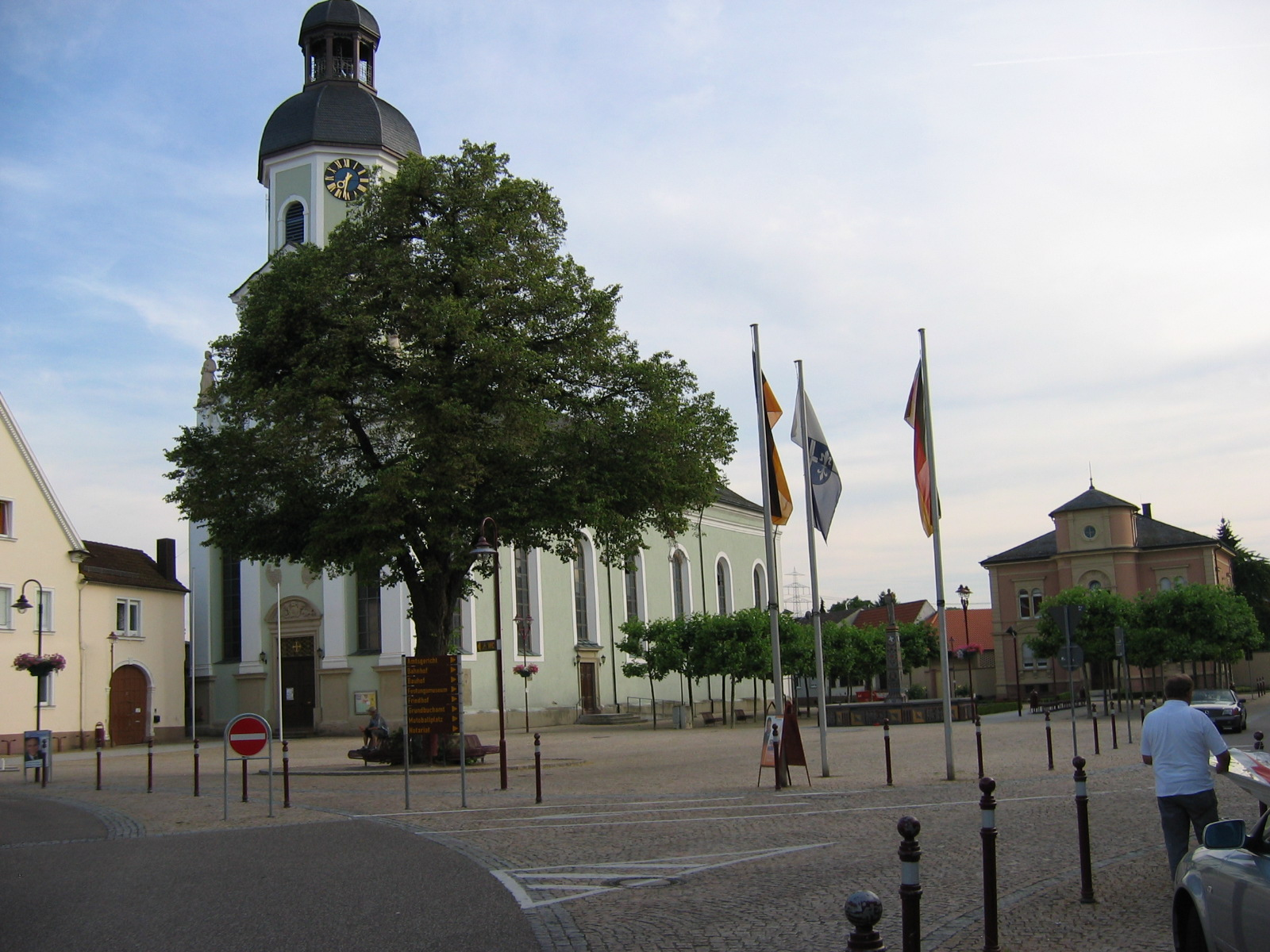
Sankt-Marien-Kirche, Île-de-Ré-Platz mit Philippus-Brunnen (Aufn. 2005)

Philippsburg war aufgrund der Zugehörigkeit zum Hochstift Speyer überwiegend römisch-katholisch geprägt. Auch heute noch ist der überwiegende Teil der Bevölkerung römisch-katholischen Glaubens. Außerdem war Philippsburg bis 2008 Sitz eines römisch-katholischen Dekanats im Erzbistum Freiburg. Die erste evangelische Kirche wurde 1936 erbaut. Vor allem durch Einwanderung leben heute auch viele Muslime in Philippsburg. Im Stadtgebiet bestehen vier Moscheen und Gebetsräume. Gemäß Zensus 2011 waren 50,3 % der Einwohner Philippsburgs katholisch, 18,4 % evangelisch, 2,2 % christlich-orthodox und 28,5 % gehören keiner oder einer anderen Religionsgemeinschaft an.
An die jüdische Bevölkerung erinnert das Kulturdenkmal „Jüdischer Friedhof Philippsburg“.

### Einwohnerentwicklung
Nach der badischen Volkszählung für 1858 hatte Philippsburg 2236 Einwohner.

### Eingemeindungen
- 1. Januar 1973: Huttenheim[26]
- 1. Oktober 1974: Rheinsheim[27]

## Politik

### Bürgermeister
- 1871–1893: Hieronymus Christoph Nopp
- ?–1945: Oswald Kirchgeßner, genannt „Langschäfter“
- 1948–1959: Rudolf Odenwald
- 1959–1973: Karl Frank
- 1973–1989: Fritz Dürrschnabel
- 1989–2005: Jürgen Schmidt
- seit 2005: Stefan Martus

### Gemeinderat
Der Gemeinderat hat 22 ehrenamtliche Mitglieder, die für fünf Jahre gewählt werden. Die Gemeinderäte führen die Bezeichnung Stadtrat. Hinzu kommt der Bürgermeister als stimmberechtigter Gemeinderatsvorsitzender.
Die Kommunalwahl 2024 führte zu folgendem Ergebnis (in Klammern: Unterschied zu 2019):
| Gemeinderat 2024               | Gemeinderat 2024 | Gemeinderat 2024 | Gemeinderat 2024 | Gemeinderat 2024 |
| Partei / Liste                 | Stimmenanteil    | Sitze            |                  |                  |
| ------------------------------ | ---------------- | ---------------- | ---------------- | ---------------- |
| CDU                            | 24,8 % (−7,3)    | 6 (−1)           |                  |                  |
| Unabhängige Liste (ULi)        | 19,5 % (−5,4)    | 4 (−2)           |                  |                  |
| Freie Wähler                   | 18,8 % (−5,4)    | 4 (−1)           |                  |                  |
| Lokale Demokraten (LDP)        | 18,6 % (+18,6)   | 4 (+4)           |                  |                  |
| AfD                            | 11,3 % (+11,3)   | 3 (+3)           |                  |                  |
| SPD                            | 5,8 % (−13,0)    | 1 (−3)           |                  |                  |
| Grüne                          | 1,1 % (+1,1)     | 0 (±0)           |                  |                  |
| Wahlbeteiligung: 56,7 % (-2,4) |                  |                  |                  |                  |

### Wappen
Die Blasonierung des Wappens lautet: „In durch silbernen Faden gespaltenem blauen Schild vorne ein durchgehendes geschliffenes silbernes Kreuz, hinten eine silberne Lilie.“

### Städtepartnerschaften
- Île de Ré, Frankreich
- Le Gua (Charente-Maritime), Frankreich
- Phillipsburg, Kansas (USA)
- Philippsbourg, Lothringen (Frankreich)

## Wirtschaft und Infrastruktur

### Verkehr

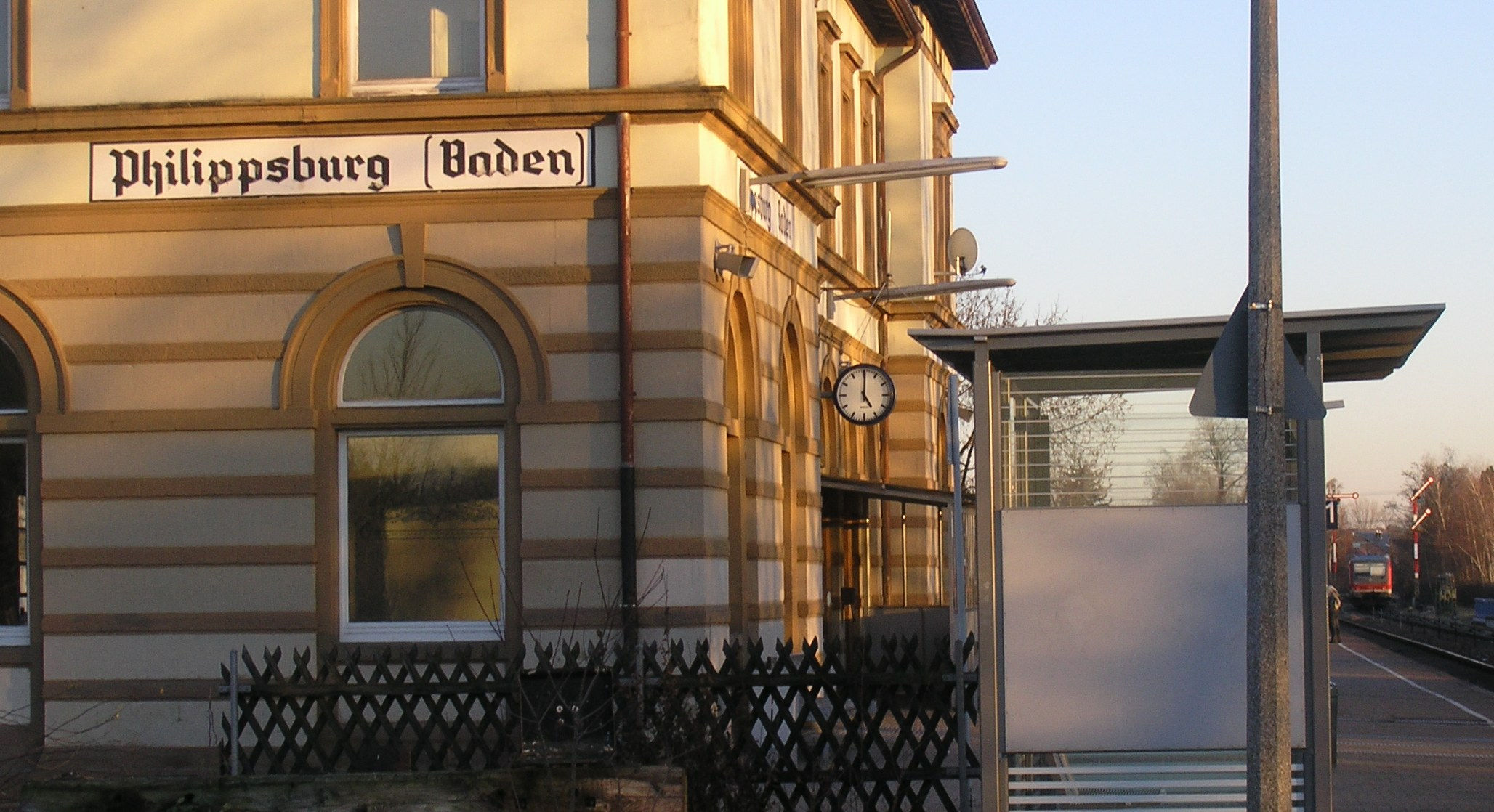
Bahnhof

Durch die Bruhrainbahn (Bruchsal – Germersheim) ist Philippsburg an das überregionale Schienennetz angebunden.
Die Bundesstraße 35 (Germersheim – Illingen) durchquert die Stadt.
Durch das Gemeindegebiet verläuft die rechtsrheinische Variante des Rheinradwegs, die aber zwischen Karlsruhe und der Höhe von Speyer nicht ausgeschildert ist.

### Wirtschaft
Im Jahr 2022 erzielte Philippsburg Einnahmen aus der Gewerbesteuer in Höhe von 6,64 Millionen Euro. Mit einem Gewerbesteuerhebesatz von 350 % liegt die Stadt unter dem durchschnittlichen Gewerbesteuerhebesatz Deutschlands. Dieser beträgt 407 % (Stand: 2023).

### Ansässige Unternehmen

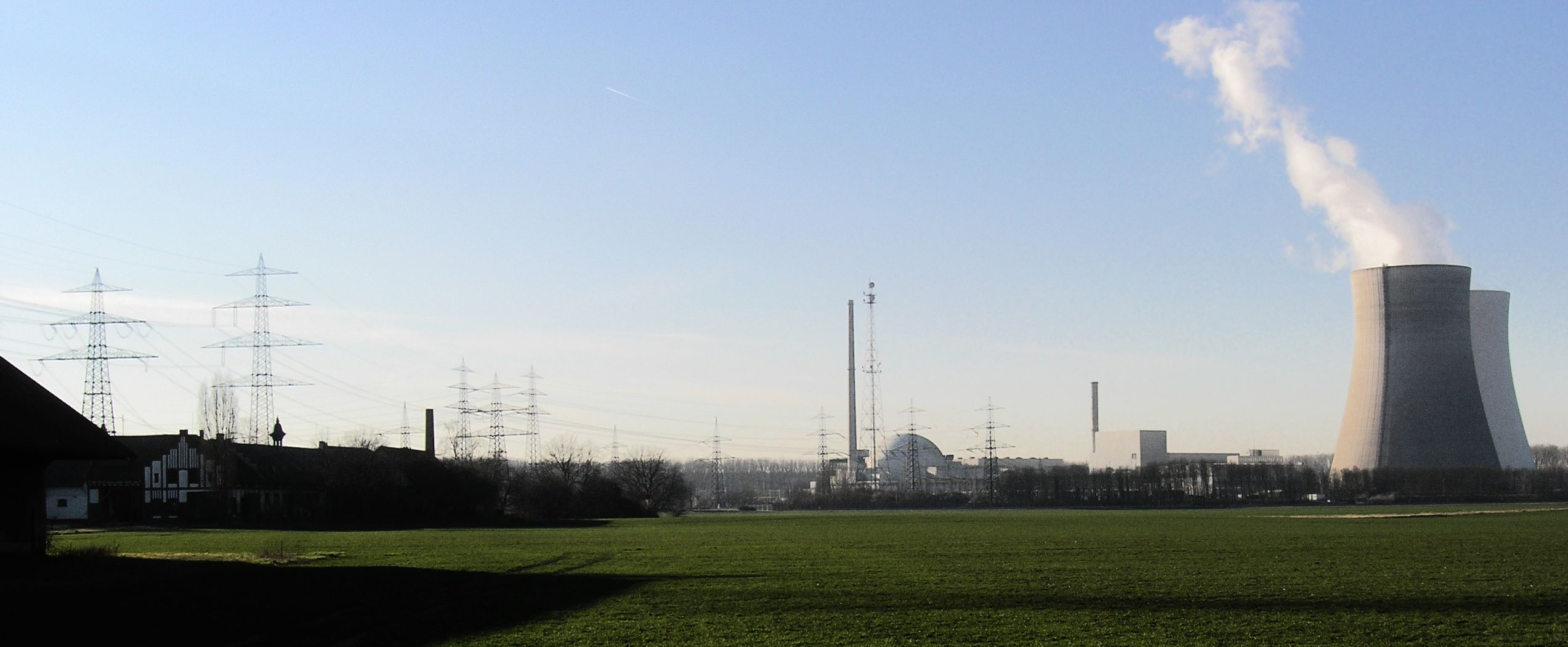
Kernkraftwerk Philippsburg

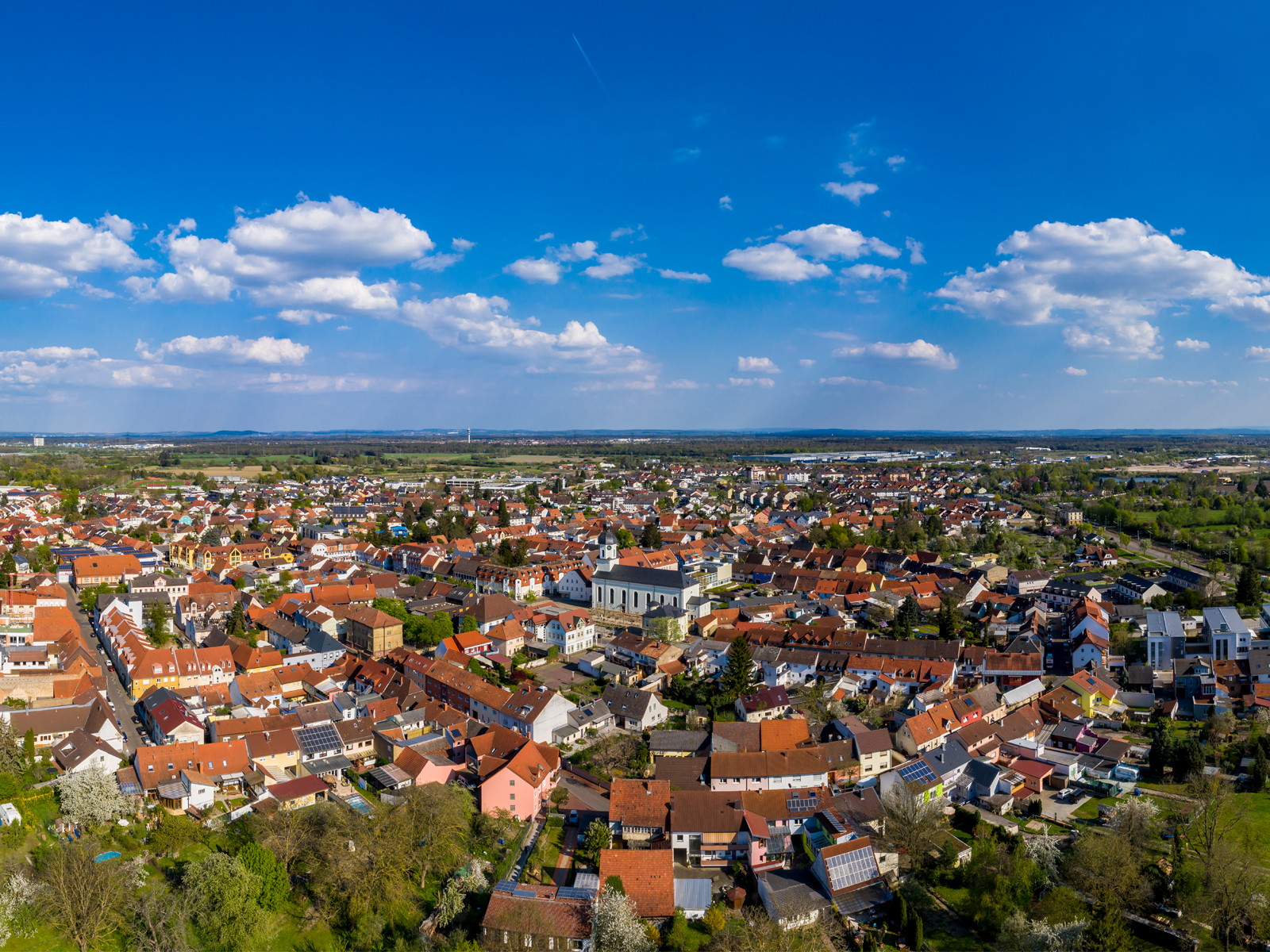
Luftaufnahme von Philippsburg

In Philippsburg war das 1979 in Betrieb genommene Kernkraftwerk Philippsburg der EnBW. Dessen Block 1 wurde 2011 stillgelegt und seit 2017 zurückgebaut. Block 2 wurde am 31. Dezember 2019 abgeschaltet. Die beiden Kühltürme wurden gesprengt. Die Goodyear Dunlop Tires Germany GmbH betrieb hier das größte Reifenlager der Unternehmensgruppe in Europa. Die 1880 in Markneukirchen im Musikwinkel gegründete Deutsche Signal-Instrumenten-Fabrik Max B. Martin hat seit 1950 ihren Sitz in Philippsburg, weltbekannt durch die produzierten Signalhörner (Martin-Horn, ugs. Martinshorn).

### Gerichte und Behörden
Philippsburg ist Sitz des Amtsgerichts Philippsburg, das zum Landgerichts- und Oberlandesgerichtsbezirk Karlsruhe gehört.
Die Gemeinde Philippsburg hat drei Grund- und Hauptschulen: Die Hieronymus-Nopp-Schule in Philippsburg, die Franz-Christoph-von-Hutten-Schule in Huttenheim und die Grund- und Hauptschule in Rheinsheim. Als weiterführende Schule bestehen die Konrad-Adenauer-Realschule und das Copernicus-Gymnasium Philippsburg.
Daneben besteht die Förderschule Nicolaus-von-Myra-Schule. Die in der Kernstadt bestehenden Schulen sind alle Teil eines großen Schulzentrums. Die Musik- und Kunstschule rundet das Angebot ab.

### Sonstiges
Die ehemalige Standortschießanlage der Bundeswehr wurde von einem privaten Investor übernommen und zu einer Sportschießanlage umgebaut, auf der regelmäßig große Wettkämpfe und deutsche Meisterschaften verschiedener Schießsportverbände stattfinden.
Unter anderem die Europameisterschaft 2001 im IPSC-Schießen, die Europameisterschaft 2006 und 2023 im Westernschießen und die Europameisterschaft 2007 im Silhouettenschießen wurden auf der Anlage ausgerichtet.

## Kultur und Sehenswürdigkeiten

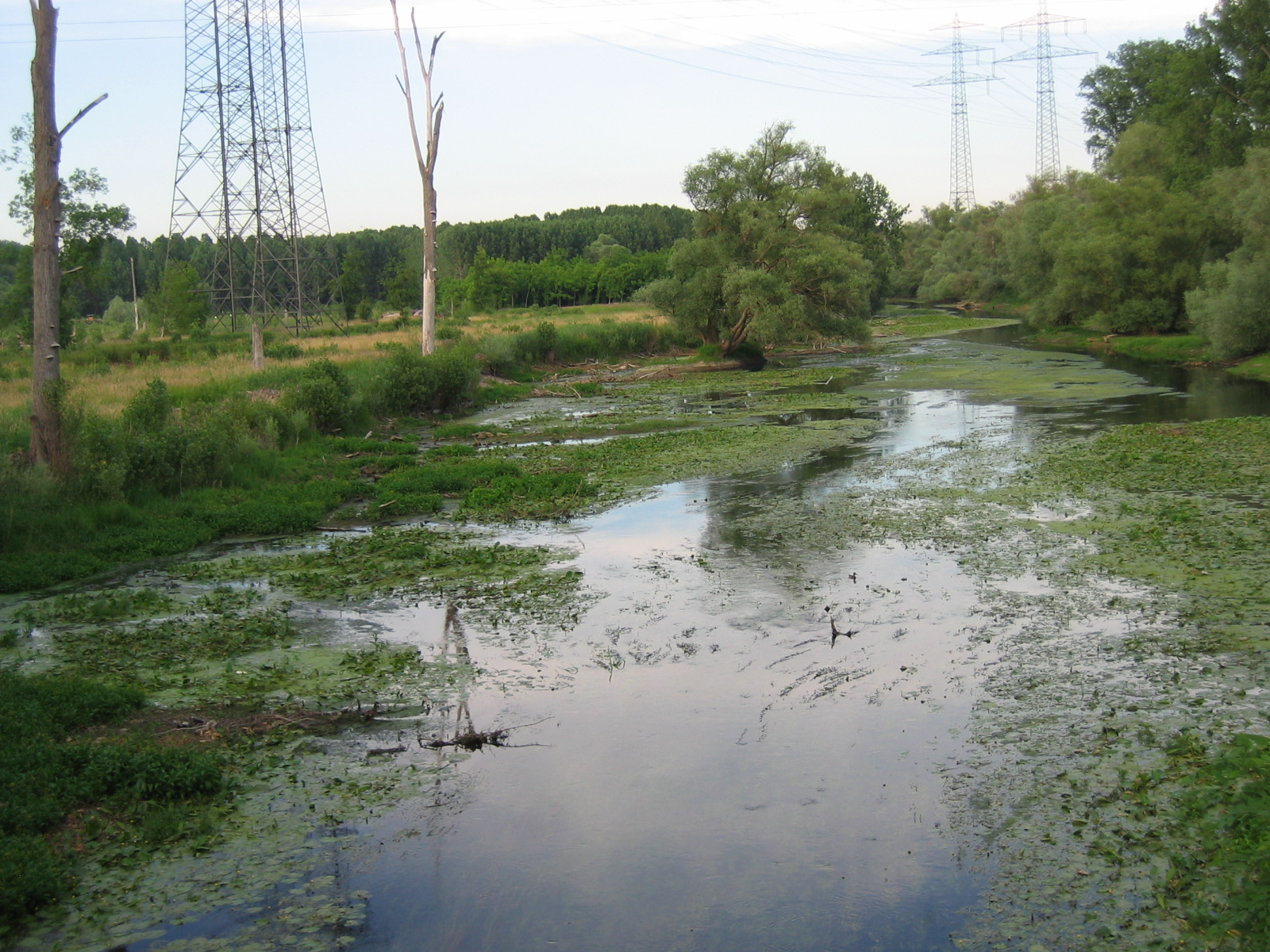
Philippsburger Altrhein

### Museen
In Philippsburg gibt es ein Heimatmuseum (Kronenwerkstr. 1), das in wechselnden Ausstellungsthemen die Geschichte der Stadt darstellt, sowie ein Festungs- und Waffengeschichtliches Museum. Beide Museen werden von Trägervereinen geführt. Das Heimatmuseum erhielt 2015 eine Auszeichnung im Wettbewerb „Heimatmuseum hat Zukunft“ des Arbeitskreises Heimatpflege im Regierungsbezirk Karlsruhe e. V.

### Wandbilder

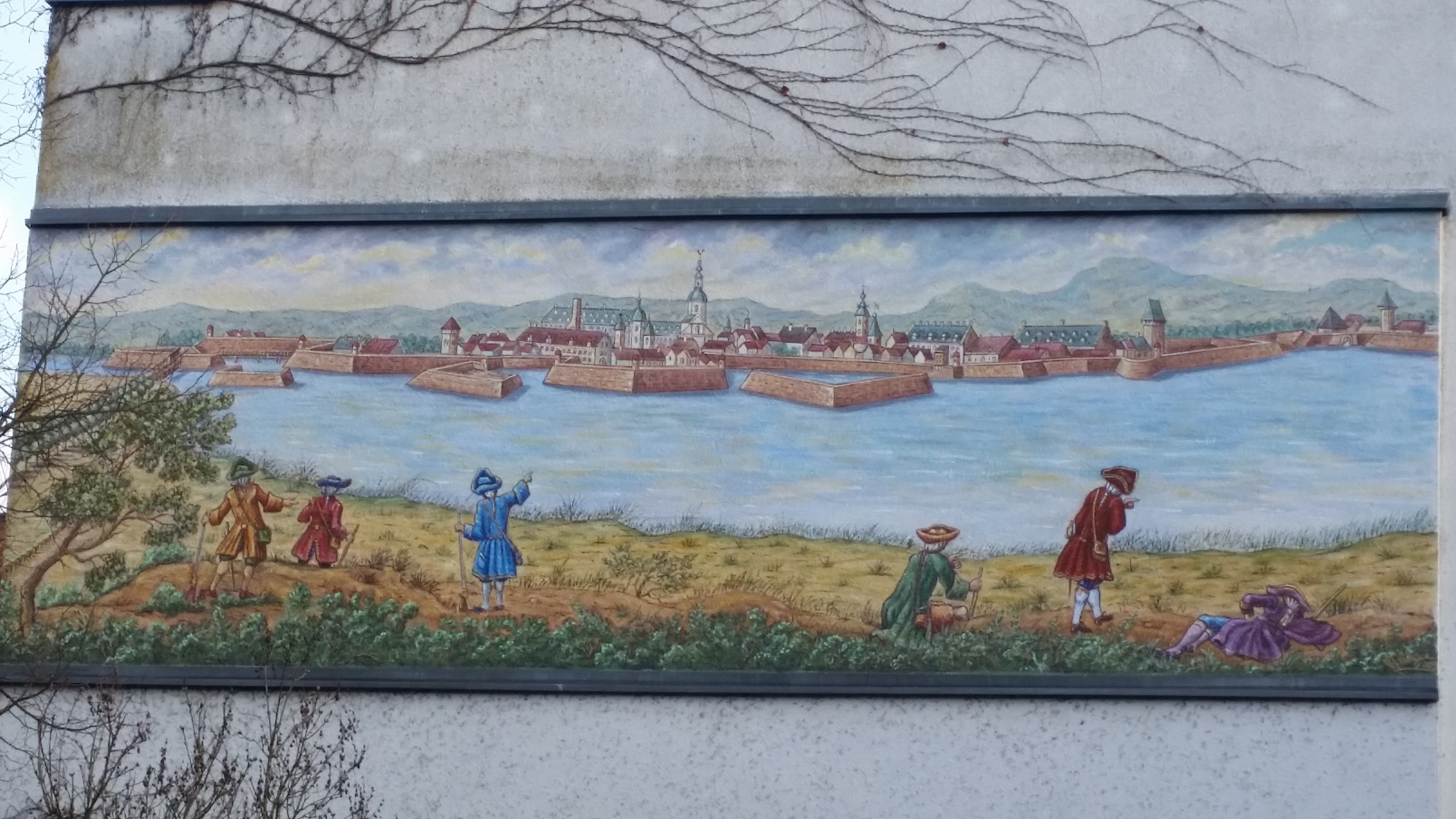
Philippsburg Hauswandbild Blick auf die Festung

Vom Wandbildmaler J. Hudec wurden ab 2008 mehrere großformatige Bilder aus der Geschichte von Philippsburg an verschiedenen Hauswänden geschaffen.

### Naturdenkmäler
Der durch Tullas Rheinbegradigung entstandene Altrhein ist heute ein Naherholungsgebiet. Er umgibt die Rheinschanzinsel, auf der das frühere Kernkraftwerk und ein Polder zum Hochwasserschutz liegen.

### Kriegerdenkmal 1870/71

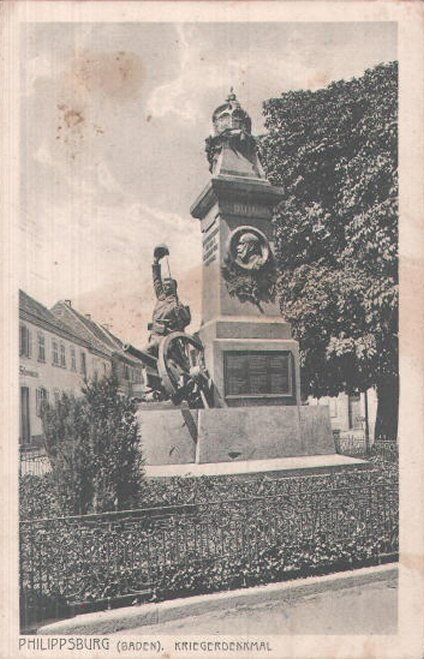
Das Kriegerdenkmal in zeitgenössischer Darstellung

Der Bildhauer Christian Elsässer schuf für Philippsburg ein Kriegerdenkmal, das am 11. Juni 1899 in Anwesenheit des Großherzogs Friedrich I. von Baden und des Fürsten zu Salm-Grumbach feierlich enthüllt wurde.
Die Inschrift an der Vorderseite des Denkmals lautet:
DEN TAPFEREN HELDEN

VON 1870/71

DIE DANKBARE STADT

PHILIPPSBURG

### Friedensmonument
In Philippsburg gibt es ein Friedensmonument namens Pax aeterna, das 1988 von dem Bildhauer Giacomo Manzù gestaltet wurde. Es wurde gestiftet von Franz Burda.

### Vereine
Philippsburg bietet eine große Anzahl von Sportangeboten und Vereinen (z. B. einen Sportförderclub, Fußball, Motoball, Angeln, Tauchen, Schwimmen, Judo/Ju-Jutsu, Karate, Kickboxen, Boxen, Tennis und einen Schützenverein). Seit 1994 existiert in Philippsburg eine freie Narrenzunft, die Philippsburger Geese (Geißen) sowie seit 2015 den Carnevals Club Cherbourger Jungs e. V.
Außerdem ist in Philippsburg die Karnevalsgesellschaft Narhalla beheimatet, welche erwiesenermaßen seit mindestens 1874 existiert und damit eine der ältesten Karnevalsgesellschaften Baden-Württembergs ist.

## Persönlichkeiten

### Ehrenbürger
- 1831: Johann Georg Stulz von Ortenberg (1771–1832), Wohltäter der Stadt nach dem Hochwasser von 1831
- 1953: Oskar Frey, Pfarrer und Geistlicher Rat
- 1958: Franz Burda (1903–1986), Verleger
- 1969: Johannes Gothe (1898–1979), Geistlicher Rat
- 1973: Karl Frank (1909–1991), Bürgermeister a. D.
- 1980: Friedrich Hebbel (1898–1985), Stadtpfarrer i. R.

### Söhne und Töchter der Stadt
- Hofmann von Udenheim, Crato (1450–1501), Humanist, Philologe, Notar[38]
- Simon Ribeisen (geb. um 1483), Dompropst und Rektor der Universität Heidelberg
- Niklas Ribeisen (1484–1547), fürstbischöflicher Rat[39]
- Ludwig Ernst von Voß (1734–1811), bei Philippsburg geborener preußischer Generalleutnant
- Johann Georg Metzger (1746–1793), Komponist und Flötist
- Johann Andreas von Traitteur (1752–1825), Ingenieur, Baubeamter, Salinenbesitzer und Ballonentwickler
- Karl Theodor von Traitteur (1756–1830), Hofbibliothekar und -historiograph, Geograph und Dichter
- Melchior Fieser (1803–1880), Oberamtmann, Abgeordneter in der Zweiten Kammer der Badischen Ständeversammlung
- Edward Cordell (1828–1870), Revolutionär der Badischen Revolution 1849
- Hieronymus Christoph Nopp (1832–1893), badischer Landtagsabgeordneter (Katholische Volkspartei) und Dichter, sowie Bürgermeister und Kaufmann in Philippsburg. Er verfasste die Stadtgeschichte von Philippsburg.
- Johann Martin Roth (1858–1937), Lehrer und Imker
- Georg Keidel (1875–1957), Landwirtschaftsfunktionär
- Julius Schumm (1899–1986), Polizist und Kommunalpolitiker in Stuttgart
- Franz Burda (1903–1986), Verleger, Gründer des Burda-Verlages
- Irma Handler (1907–1995), Koloratursopranistin, Gesangspädagogin
- Meinrad Belle (1943–2015), Politiker (CDU), Bürgermeister der Gemeinde Brigachtal, von 1990 bis 2002 Bundestagsabgeordneter
- Michael Pfreundschuh (1949–2018), Hämatologe und Onkologe; geboren in Rheinsheim
- Wolfgang Stehmer (* 1951), Politiker (SPD), Mitglied des Landtags von Baden-Württemberg

## Sonstiges
- Martin Walser verewigte den Ortsnamen 1957 in seinem ersten Roman „Ehen in Philippsburg“, für den er den Hermann-Hesse-Preis erhielt. Vorbild für den Ort im Roman war allerdings nicht das reale Philippsburg, sondern die Stadt Stuttgart.[40]
- Wilhelm Jensen verewigte das historische Philippsburg um 1800 mit dem historischen Roman „Am Ausgang des Reiches“.
- Nikolaus wird von den Philippsburgern (hauptsächlich von den geborenen Philippsburgern) traditionell am 5. Dezember und nicht wie üblich am 6. Dezember gefeiert. Der Legende nach aus folgendem Grund: Während der Belagerung Philippsburgs durch die Franzosen wurde bekannt, dass am 6. Dezember eine Bombardierung der Festung stattfinden sollte. Aus Angst den nächsten Tag und das dazugehörige Familienfest nicht mehr erleben zu können, wurden die Feierlichkeiten um einen Tag vorverlegt.